# Антонов, Семён Сергеевич
Семён Серге́евич Анто́нов (род. 18 июля 1989 года, Нижневартовск, СССР) — российский профессиональный баскетболист, играющий на позиции тяжёлого форварда. Бронзовый призёр Олимпийских игр 2012 года и чемпионата Европы 2011 года в составе сборной России. Заслуженный мастер спорта России.

## Биография
Семён Антонов родился в Нижневартовске (ХМАО), начал заниматься баскетболом в возрасте 8 лет. Отец Антонова работает водителем, а мать — продавцом в магазине. Первым тренером Семёна стал Алексей Викторович Глухих, с которым он начал тренироваться в 3-м классе. В 14 лет рост Антонова составлял 190 см. Александр Сидякин и Сергей Скорочкин были первыми тренерами Семёна на взрослом уровне. Они пригласили его в молодёжную команду «Динамо» (Москва), а затем в саратовский «Автодор». Этот клуб стал первым профессиональным клубом в карьере Антонова. В то время команду тренировал Владимир Родионов, известный своей качественной работой с молодыми игроками. В Саратове Семён поступил в Саратовский государственный социально-экономический университет на кафедру рекламного менеджмента, гостиничного и туристического бизнеса. С 2007 по 2009 год Антонов выступал за баскетбольную команду вуза в чемпионате Ассоциации студенческого баскетбола. В нём он провёл 25 матчей. В сезоне 2007/08 центровой занял с СГСЭУ пятое место на Суперфинале АСБ.
В сезоне 2009/10 годов Антонов на правах аренды перешёл в тамбовский «ТГУ-Баскет», выступавший в Суперлиге Б. Команда шла на последнем месте в чемпионате, когда главный спонсор отказался от своих обязательств, и клуб не смог доиграть до конца сезона. В следующем году Семён получил приглашение от «Нижнего Новгорода».

### «Нижний Новгород»
В августе 2010 года Антонов подписал 2-летнее соглашение с «Нижним Новгородом». Клуб делал ставку на молодых игроков, поэтому приобретались перспективные игроки. Сергей Панов — генеральный менеджер «Нижнего Новгорода» — прокомментировал подписание Антонова тем, что он подходит под концепцию формирования команды. И что при его должной работе клуб продлит с ним контракт в будущем. Главным тренером команды являлся сербский специалист Зоран Лукич. Семёну предстояло впервые играть на столь высоком уровне. В начале сезона Антонов выходил со скамейки запасных, но после разрыва контракта с Ваней Плисничем, Антонов занял его место в стартовой пятёрке. По итогам сезона Нижний Новгород дошёл до финала Кубка России, пробился в групповой этап Кубка Вызова, а также занял 5-е место в чемпионате России. На Антонова обратил внимание тренер сборной России Дэвид Блатт, он был включён в основную заявку команды на чемпионат Европы по баскетболу в Литве.
Летом 2011 года «Нижний Новгород» выкупил права на Антонова у «Автодора» и заключил с Семёном новый 3-летний контракт. Главный тренер команды Лукич сказал, что Антонов — это будущее «Нижнего Новгорода». Однако в начале сезона 2011/12 годов Семён выходил на площадку со скамейки запасных. В конце календарного года Антонов получил звание «Лучший спортсмен 2011 года» по версии телеканала «Россия 1. Нижний Новгород». «Нижний Новгород» же не показывал стабильных результатов, клуб занял предпоследнее место в чемпионате России, но смог относительно удачно выступить в Единой лиге ВТБ — выход в плей-офф, в котором команда дважды проиграла «Летувос Ритас». Тренер команды Зоран Лукич связывал неудачные выступления с плотным графиком игр и отсутствием времени для тренировок, но отдельно выделил Антонова, отметив прогресс в его игре.
Перед началом своего третьего сезона в составе «Нижнего Новгорода» Антонов подписал новое 3-летнее соглашение. Весной 2013 года Антонов был признан «Лучшим спортсменом 2012 года Ханты-Мансийского автономного округа — Югры по олимпийским видам спорта». Кроме того, на «Аллее славы» города Ханты-Мансийска появилась именная звезда Семёна Антонова.

## Сборная России
Первым крупным международным турниром для Антонова стал чемпионат Европы среди юношей не старше 20 лет, который проходил в Риге, Латвия. Команда выступила неудачно, заняв 9-е место. В следующем году Антонов вновь получил вызов в сборную для участия в чемпионате Европы не старше 20 лет в Греции, а также стал капитаном команды. Семён играл на позиции тяжёлого форварда и стал самым результативным игроком команды, набирая 15,6 очка в среднем за матч. На групповом этапе в играх против сборной Латвии и Словении, Антонов набрал 25 и 21 очко соответственно. Россияне прошли первый групповой этап, одержав 2 победы при 1 поражении. В матче второго группового этапа против сборной Греции Семён сделал дабл-дабл, набрав 22 очка и 10 подборов. После трёх поражений подряд сборная Россия начала борьбу за 9—12-е места. В матче против украинцев Антонов сделал свой второй дабл-дабл на турнире (19 очков и 13 подборов). По итогам турнира сборная заняла 9-е место.
В июне 2010 года Антонов получил свой первый вызов в главную сборную России, сбор команды был посвящён подготовке к чемпионату мира в Турции. Главный тренер сборной Дэвид Блатт рассматривал Семёна как будущего члена команды, но всерьёз не собирался включать его в итоговую заявку на чемпионат. Спустя год Антонов был включён в расширенный состав сборной на чемпионат Европы 2011 года. В августе 2011 года он дебютировал в игре за сборную на товарищеском турнире, который проходил на Кипре. Из-за травмы Александра Кауна Антонов рассматривался в качестве центрового, несмотря на малый рост, Семён был готов играть на любой позиции. Во время одного из контрольных матчей, против сборной Латвии, Антонов получил травму голеностопа и выбыл из строя на неделю. Неожиданно для многих Блатт включил Антонова в окончательную заявку сборной на чемпионат Европы в Литве. Несмотря на то, что Антонов получал мало игрового времени (около 8 минут в среднем за игру), он приносил пользу команде, набирая в среднем 3,8 очка за матч, за 10 проведённых встреч Семён допустил всего 1 потерю. Антонов хорошо проявил себя в последнем матче турнира, в котором россияне встречались со сборной Македонии в игре за бронзовые медали первенства, Антонов набрал 7 очков, выйдя на паркет со скамейки запасных. Сборная России завоевала бронзовые медали, что стало большим успехом для Семёна на его первом международном соревновании. Сергей Гришаев — экс-центровой сборной СССР по баскетболу — назвал Антонова открытием Евробаскета.
25 апреля 2012 года Дэвид Блатт назвал список 16 кандидатов в сборную для участия в Олимпийских играх в Лондоне, в который был включён Антонов. Для попадания на Олимпиаду россиянам предстояло пройти квалификационный турнир, который проходил в Венесуэле. Сборная России успешно прошла отборочные соревнования, победив во всех матчах. Блатт решил не менять состав, который добыл путёвку на Олимпийские игры в Венесуэле, и Антонов попал на крупнейший турнир в своей карьере. Россияне выступили успешно, заняв третье место и добыв бронзовые медали, которые стали первыми для мужской сборной России по баскетболу на Олимпийских играх. Антонов выходил со скамейки запасных, приняв участие в шести играх, самым успешным был матч против сборной Австралии, где Семён набрал 8 очков. 15 августа Президент РФ Владимир Путин и Глава Администрации Президента Сергей Иванов вручили государственные награды баскетболистам сборной России. Игроки были награждены медалями ордена «За заслуги перед Отечеством» II степени, а также, каждый спортсмен получил персонифицированный автомобиль Ауди А6 — в цветах российской сборной, с фамилией призёра вместо номерного знака и гравировкой «Сборная 2012» в салоне.

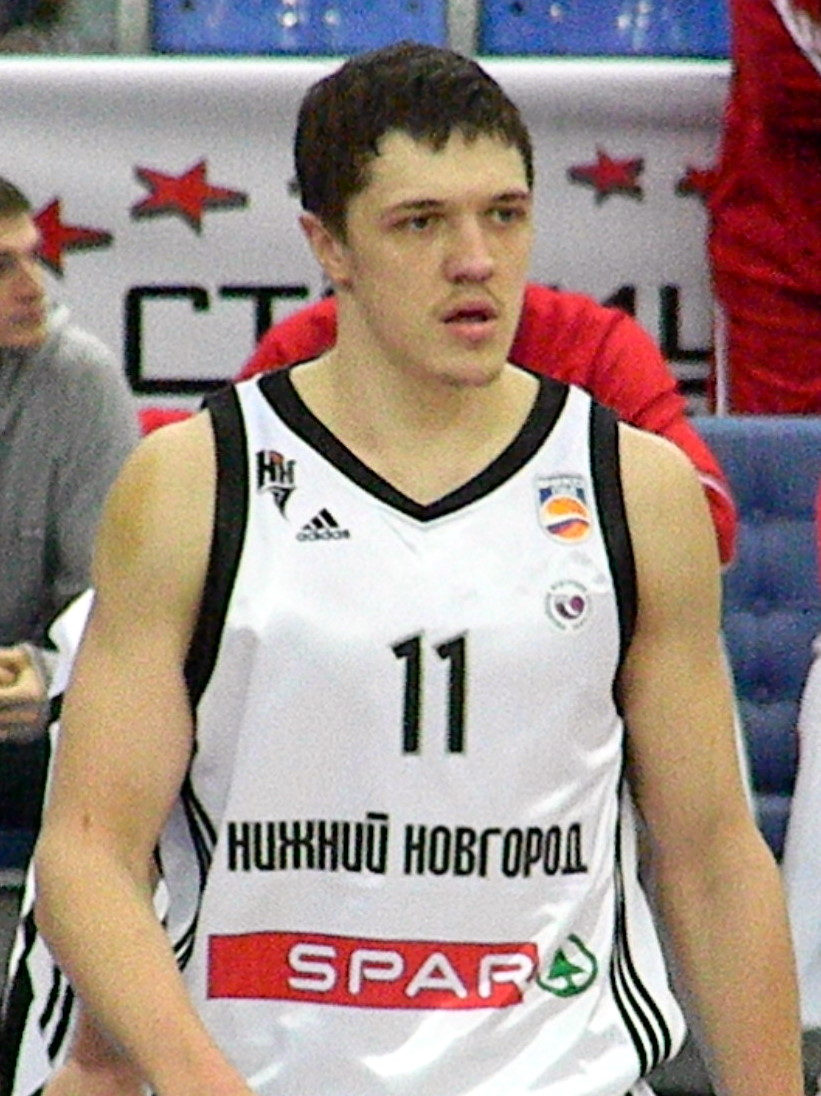
В составе «Нижнего Новгорода» (2011)
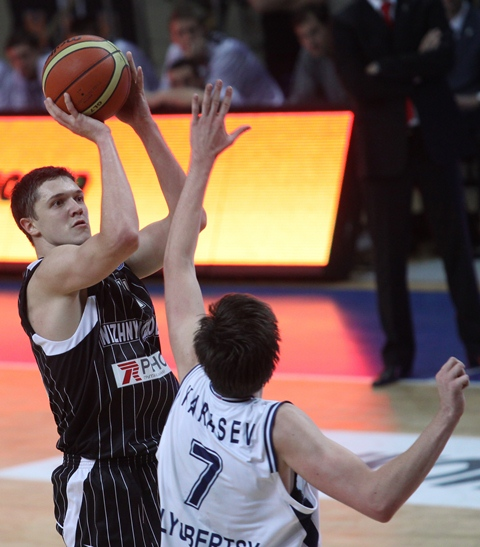
В составе «Нижнего Новгорода» (2012)
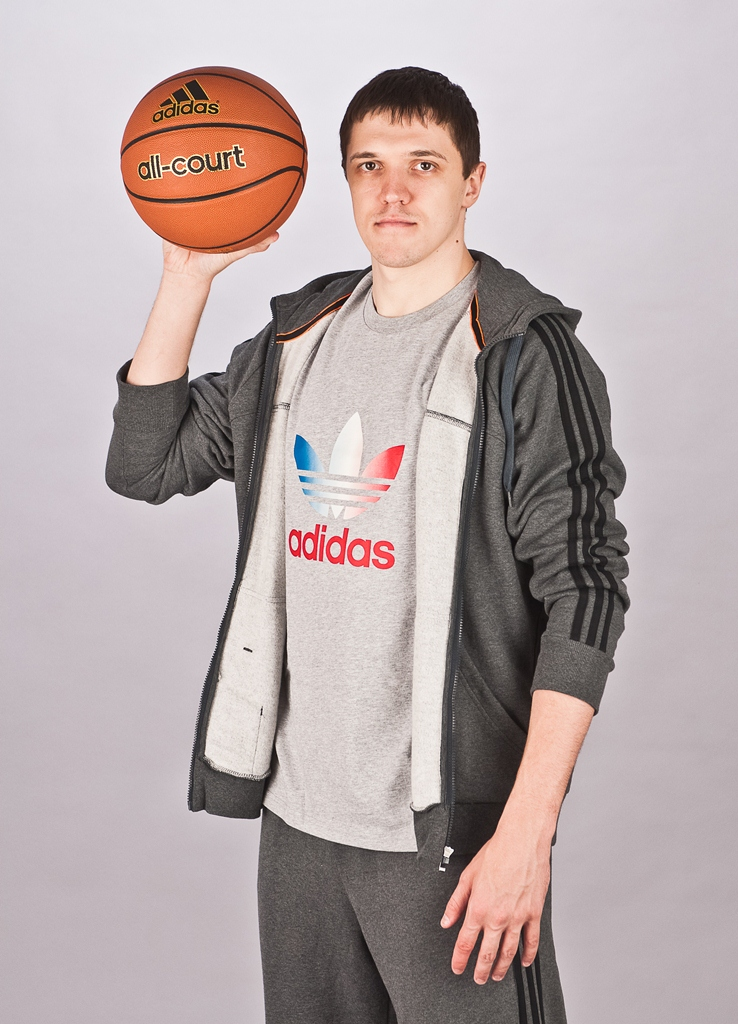
В 2013 году
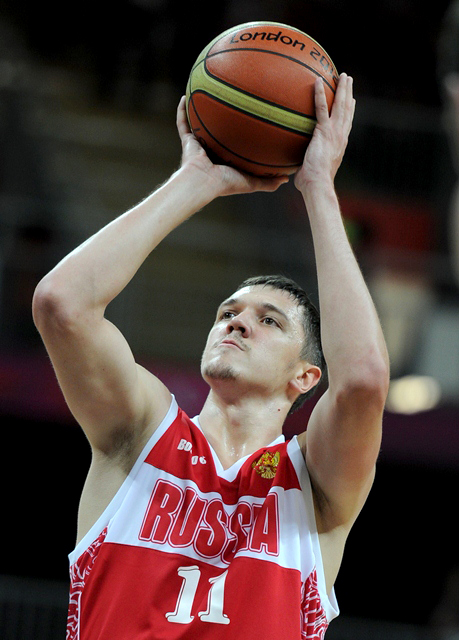
В составе сборной России на Олимпиаде 2012 года
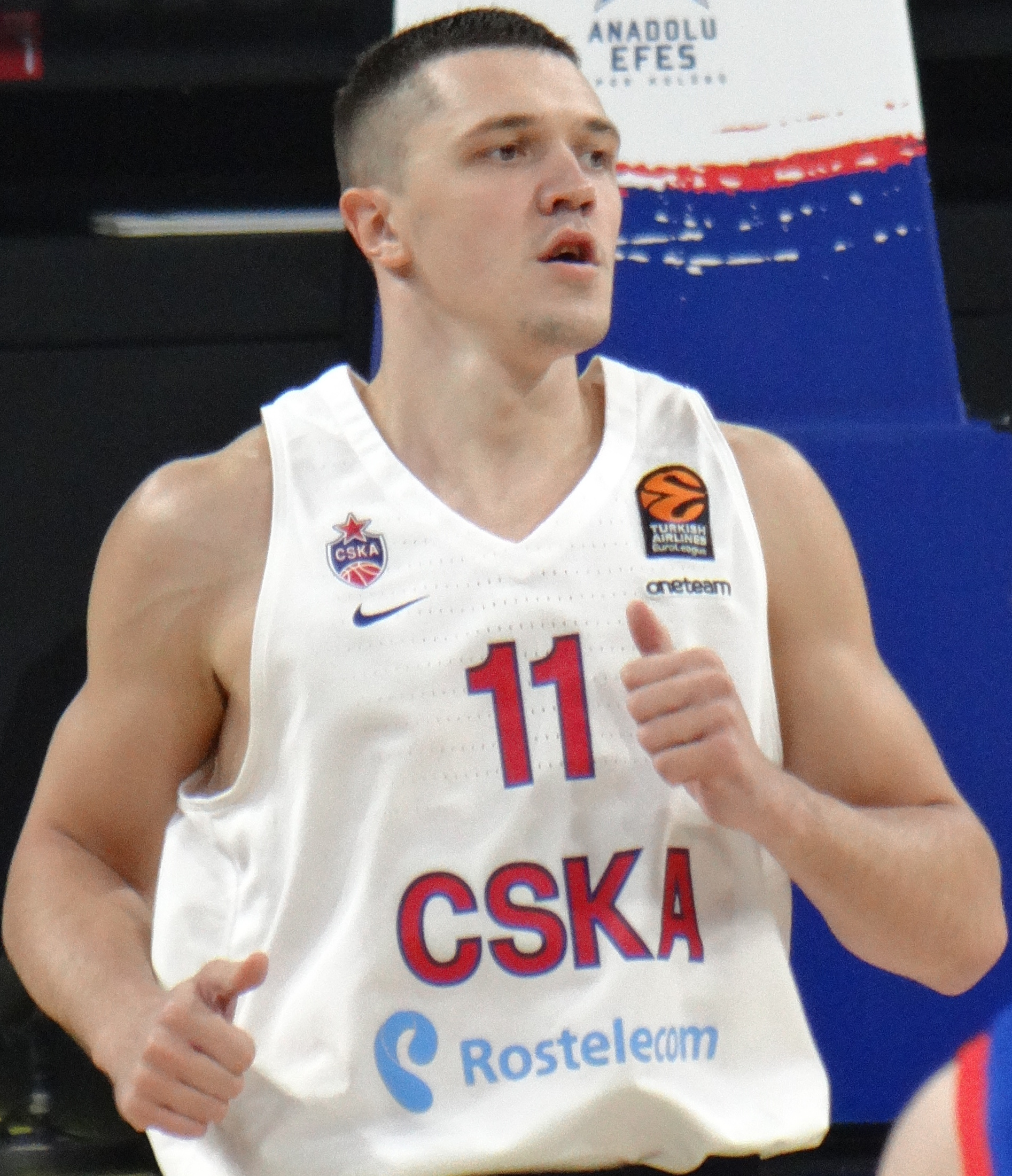
В составе ЦСКА (2017)
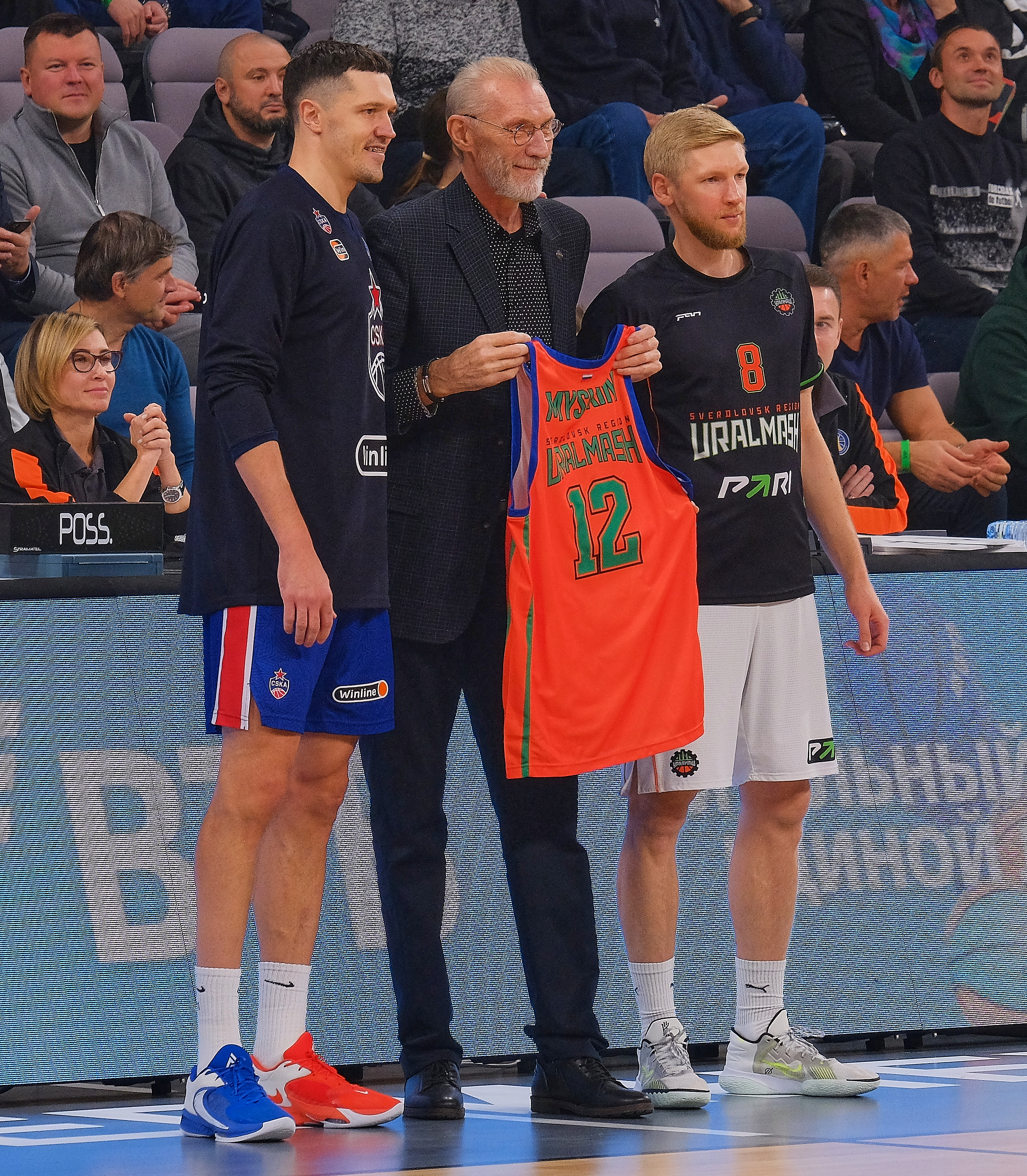
С Вячеславом Зайцевым вручает Анатолию Мышкину памятную майку (2024)

## Характеристика игрока
Сильными сторонами Антонова называют: стабильный бросок со средней дистанции, способность обыграть оппонента вблизи кольца и забрать подбор, постановка заслонов для игрока с мячом, хороший процент реализации штрафных бросков. Также отмечают коммуникабельность Антонова, что создаёт хорошую атмосферу внутри коллектива. В начале карьеры Семён совершал большое количество потерь, но после перехода в «Нижний Новгород» ситуация изменилась.

## Личная жизнь
23 июня 2019 года у Семёна Антонова родился сын.

## Достижения

### Клубные
- Чемпион Евролиги: 2018/2019
- Бронзовый призёр Евролиги: 2016/2017
- Чемпион Единой лиги ВТБ (6): 2016/2017, 2017/2018, 2018/2019, 2020/2021, 2023/2024, 2024/2025
- Серебряный призёр Единой лиги ВТБ: 2013/2014
- Бронзовый призёр Единой лиги ВТБ: 2022/2023
- Обладатель Суперкубка Единой лиги ВТБ: 2021
- Серебряный призёр Суперкубка Единой лиги ВТБ: 2022
- Чемпион России (6): 2016/2017, 2017/2018, 2018/2019, 2020/2021, 2023/2024, 2024/2025
- Серебряный призёр чемпионата России: 2013/2014
- Бронзовый призёр чемпионата России: 2022/2023
- Серебряный призёр Кубка России: 2010/2011

### Сборная России
- Бронзовый призёр Олимпийских игр: 2012
- Бронзовый призёр чемпионата Европы: 2011
- Чемпион Универсиады: 2013

## Личные награды
- 2012 — Медаль ордена «За заслуги перед Отечеством» II степени — за большой вклад в развитие физической культуры и спорта, высокие спортивные достижения на Играх XXX Олимпиады 2012 года в городе Лондоне (Великобритания)[39].
- 2012 — «Лучший спортсмен года по олимпийским видам спорта» Ханты-Мансийского автономного округа-Югра.
- 2012 — «Заслуженный мастер спорта России».
- 2013 — Почётная грамота Президента Российской Федерации — за высокие спортивные достижения на XXVII Всемирной летней универсиаде 2013 года в городе Казани[40]
- 2014 — «10-ка лучших спортсменов года по олимпийским видам спорта» Ханты-Мансийского автономного округа-Югра.
- 2013 — Член зала славы Ассоциации студенческого баскетбола — первый номер среди центровых-мужчин[41][42].

## Статистика
| Сезон   | Команда           | GP | FG%  | 3P%  | FT%  | RPG | APG | SPG | BPG | PPG  |
| ------- | ----------------- | -- | ---- | ---- | ---- | --- | --- | --- | --- | ---- |
| 2008/09 | «Автодор»         | 56 | 58,1 | 20,8 | 62,5 | 1,3 | 4,8 | 0,7 | 1,0 | 7,3  |
| 2009/10 | «ТГУ-Баскет»      | 37 | 53,5 | 35,7 | 72,4 | 7,1 | 2,1 | 0,7 | 1,0 | 15,4 |
| 2010/11 | «Нижний Новгород» | 32 | 44,5 | 21,4 | 73,3 | 4,8 | 0,7 | 0,6 | 0,8 | 7,5  |

| Сезон                                                                                   | Команда         | Лига              | GP  | GS  | MPG  | FG%  | 3P%  | FT%  | RPG | APG | SPG | BPG | PPG  |  |
| 2011/12                                                                                 | Все клубы       | Все лиги          | 48  | 34  | 26,5 | 48,3 | 36,0 | 74,4 | 5,0 | 1,8 | 0,7 | 0,7 | 11,3 |  |
| 2011/12                                                                                 | Нижний Новгород | Единая лига ВТБ   | 18  | 11  | 24,9 | 44,5 | 31,5 | 78,2 | 5,1 | 2,0 | 0,7 | 0,8 | 10,6 |  |
| 2011/12                                                                                 | Нижний Новгород | ПБЛ               | 18  | 15  | 28,4 | 53,8 | 45,7 | 61,9 | 5,1 | 1,4 | 0,7 | 0,5 | 12,2 |  |
| 2011/12                                                                                 | Нижний Новгород | Кубок вызова ФИБА | 12  | 8   | 26,0 | 45,3 | 30,6 | 84,4 | 4,7 | 2,2 | 0,7 | 0,7 | 11,2 |  |
| 2012/13                                                                                 | Все клубы       | Все лиги          | 34  | 20  | 29,6 | 44,0 | 34,0 | 76,4 | 5,3 | 1,8 | 0,4 | 0,7 | 11,9 |  |
| 2012/13                                                                                 | Нижний Новгород | Единая лига ВТБ   | 24  | 16  | 29,9 | 42,2 | 31,3 | 76,3 | 5,0 | 1,9 | 0,4 | 0,8 | 11,5 |  |
| 2012/13                                                                                 | Нижний Новгород | ПБЛ               | 18  | 9   | 29,4 | 45,1 | 33,3 | 75,6 | 5,2 | 1,4 | 0,3 | 0,5 | 12,3 |  |
| 2013/14                                                                                 | Все клубы       | Все лиги          | 50  | 38  | 28,9 | 48,0 | 37,3 | 88,2 | 5,1 | 2,2 | 0,5 | 0,7 | 12,1 |  |
| 2013/14                                                                                 | Нижний Новгород | Единая лига ВТБ   | 28  | 22  | 29,5 | 48,3 | 34,3 | 81,8 | 4,6 | 2,1 | 0,6 | 0,8 | 12,9 |  |
| 2013/14                                                                                 | Нижний Новгород | Еврокубок         | 22  | 16  | 28,0 | 47,5 | 42,7 | 93,0 | 5,6 | 2,4 | 0,4 | 0,6 | 11,2 |  |
| 2014/15                                                                                 | Все клубы       | Все лиги          | 62  | 58  | 26,0 | 39,2 | 32,6 | 72,0 | 4,4 | 1,7 | 0,6 | 0,5 | 7,8  |  |
| 2014/15                                                                                 | Нижний Новгород | Единая лига ВТБ   | 38  | 35  | 26,3 | 39,8 | 29,0 | 72,4 | 5,1 | 1,8 | 0,6 | 0,4 | 8,2  |  |
| 2014/15                                                                                 | Нижний Новгород | Евролига          | 24  | 23  | 25,6 | 38,3 | 38,4 | 70,0 | 3,3 | 1,7 | 0,5 | 0,6 | 7,1  |  |
| 2015/16                                                                                 | Все клубы       | Все лиги          | 50  | 46  | 28,1 | 48,4 | 36,8 | 83,9 | 4,8 | 2,3 | 0,4 | 0,9 | 12,7 |  |
| 2015/16                                                                                 | Нижний Новгород | Единая лига ВТБ   | 32  | 29  | 28,0 | 46,5 | 32,8 | 82,9 | 4,9 | 2,3 | 0,3 | 1,0 | 12,4 |  |
| 2015/16                                                                                 | Нижний Новгород | Еврокубок         | 18  | 17  | 28,4 | 52,1 | 44,4 | 85,7 | 4,7 | 2,5 | 0,7 | 0,8 | 13,1 |  |
|                                                                                         |                 | Всего             | 244 | 196 | 27,6 | 45,8 | 35,3 | 78,5 | 4,9 | 2,0 | 0,5 | 0,7 | 10,9 |  |
| Наведите курсор мыши на аббревиатуры в заголовке таблицы, чтобы прочесть их расшифровку |                 |                   |     |     |      |      |      |      |     |     |     |     |      |  |